# Livistona
Livistona is een geslacht van waaierpalmen uit de palmenfamilie (Arecaceae). De soorten komen voor in Zuid-Azië, Zuidoost-Azië, Australazië en de Hoorn van Afrika.

## Soorten
- Livistona alfredii F.Muell.
- Livistona australis (R.Br.) Mart.
- Livistona benthamii F.M.Bailey
- Livistona boninensis (Becc.) Nakai
- Livistona carinensis (Chiov.) Dransf. & Uhl
- Livistona chinensis (Jacq.) R.Br. ex Mart. - Chinese schermpalm
- Livistona concinna Dowe & Barfod
- Livistona decora (W.Bull) Dowe
- Livistona drudei F.Muell. ex Drude
- Livistona eastonii C.A.Gardner
- Livistona endauensis Dransf. & K.M.Wong
- Livistona exigua J.Dransf.
- Livistona fulva Rodd
- Livistona halongensis T.H.Nguyen & Kiew
- Livistona humilis R.Br.
- Livistona inermis R.Br.
- Livistona jenkinsiana Griff.
- Livistona lanuginosa Rodd
- Livistona lorophylla Becc.
- Livistona mariae F.Muell.
- Livistona muelleri F.M.Bailey
- Livistona nasmophila Dowe & D.L.Jones
- Livistona nitida Rodd
- Livistona rigida Becc.
- Livistona saribus (Lour.) Merr. ex A. Chev.
- Livistona speciosa Kurz
- Livistona tahanensis Becc.
- Livistona victoriae Rodd.

... · 
Acanthophoenix · 
Acoelorrhaphe · 
Acrocomia · 
Actinokentia · 
Actinorhytis · 
Adonidia · 
Aiphanes · 
Allagoptera · 
Alloschmidia · 
Ammandra · 
Aphandra · 
Archontophoenix · 
Areca · 
Arenga · 
Asterogyne · 
Astrocaryum · 
Attalea · 
Balaka · 
Bactris · 
Barcella · 
Basselinia · 
Beccariophoenix · 
Bentinckia · 
Bismarckia · 
Borassodendron · 
Borassus · 
Brahea · 
Brassiophoenix · 
Brongniartikentia · 
Burretiokentia · 
Butia · 
Calamus · 
Calospatha · 
Calyptrocalyx · 
Calyptrogyne · 
Calyptronoma · 
Campecarpus · 
Carpentaria · 
Carpoxylon · 
Caryota · 
Ceratolobus · 
Ceroxylon · 
Chamaedorea · 
Chamaerops · 
Chambeyronia · 
Chelyocarpus · 
Chuniophoenix · 
Clinosperma · 
Clinostigma · 
Coccothrinax · 
Cocos · 
Colpothrinax · 
Copernicia · 
Corypha · 
Cryosophila · 
Cyphokentia · 
Cyphophoenix · 
Cyphosperma · 
Cyrtostachys · 
Daemonorops · 
Deckenia · 
Desmoncus · 
Dictyocaryum · 
Dictyosperma · 
Dransfieldia · 
Drymophloeus · 
Dypsis · 
Elaeis · 
Eleiodoxa · 
Eremospatha · 
Eugeissona · 
Euterpe · 
Euterpe · 
Gaussia · 
Guihaia · 
Hedyscepe · 
Hemithrinax · 
Heterospathe · 
Howea · 
Hydriastele · 
Hyophorbe · 
Hyospathe · 
Hyphaene · 
Iguanura · 
Iriartella · 
Itaya · 
Johannesteijsmannia · 
Juania · 
Jubaea · 
Jubaeopsis · 
Kentiopsis · 
Livistona · 
Lodoicea · 
Mauritia · 
Medemia · 
Metroxylon · 
Nannorrhops · 
Nypa · 
Phoenix · 
Raphia · 
Ravenea · 
Rhapis · 
Rhopalostylis · 
Roystonea · 
Sabal · 
Salacca · 
Serenoa · 
Syagrus · 
Tahina · 
Trachycarpus · 
Trithrinax · 
Washingtonia · 
Wodyetia · 
...